# Pojezierce
Pojezierce – wieś w Polsce położona w województwie warmińsko-mazurskim, w powiecie ostródzkim, w gminie Miłakowo nad jeziorem Narie.
W latach 1975–1998 miejscowość administracyjnie należała do województwa olsztyńskiego. Miejscowość leży w historycznym regionie Prus Górnych.
W latach 1945–46 miejscowość nosiła nazwę Pobandy. W roku 1973 jako wieś Pojezierce należały do powiatu morąskiego, gmina Miłakowo, poczta Boguchwały.